# Romantik Skiregion
Romantik Skiregion est le nom commercial désignant le regroupement de huit stations de ski situées dans les Alpes de l'Est autrichiennes, dans le nord-est de la Styrie.
Les domaines skiables, cumulant un total de 76 km de pistes desservies par 35 remontées mécaniques, sont reliés entre eux uniquement par la route.
Les stations suivantes sont membres de la Romantik Skiregion :
- Aflenz Bürgeralm
- Alpl
- Hauereck
- Hohe Veitsch
- Lammeralm
- Mariazeller Bürgeralpe
- Niederalpl
- Turnau